# 拉帕拉
拉帕拉，是西班牙埃斯特雷马杜拉巴达霍斯省的一个市镇。总面积78平方公里，2001年普查人口總數為1409人，人口密度為每平方公里18人。